# Apizaco
Apizaco, auf Nahuatl Āpitzāuhco (aus Ātl, Wasser und pitzāhuac, schmal), offiziell Ciudad de Apizaco, ist eine Stadt im zentralen mexikanischen Bundesstaat Tlaxcala mit ca. 50.000 Einwohnern. Apizaco ist Verwaltungssitz des Municipio Apizaco.

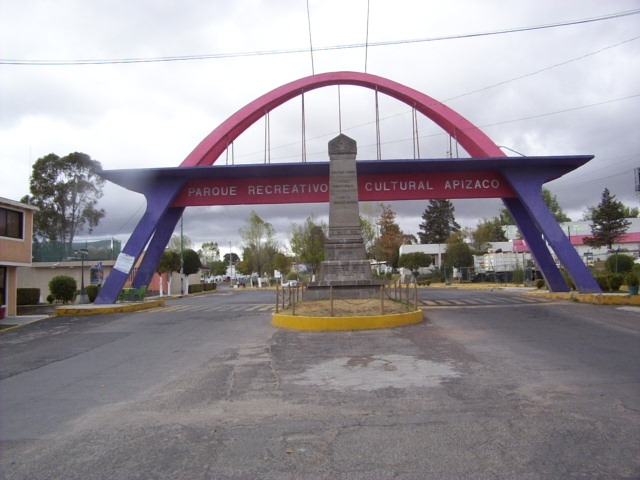
Garten der Stadt

## Geschichte
Apizaco wurde 1860 gegründet.

## Persönlichkeiten
- Jorge Bernal Vargas (1929–2023), römisch-katholischer Ordensgeistlicher und Prälat